# Sara DeCosta-Hayes
Sara Ann DeCosta-Hayes, född den 13 maj 1977 i Warwick, Rhode Island i USA, är en amerikansk ishockeyspelare.
Hon tog OS-silver i damernas ishockeyturnering i samband med de olympiska ishockeytävlingarna 2002 i Salt Lake City.